# إيفان إيفانوف
إيفان إيفانوف (بالإنجليزية: Ivan Ivanov)‏ ولد بتاريخ 9 مايو 1960، هو دراج سابق.

## روابط خارجية
- إيفان إيفانوف على موقع أرشيف الدراجات (الإنجليزية)
- إيفان إيفانوف على موقع إحصائيات الدراجات الإحترافية (الإنجليزية)